# Istra
|  | No s'ha de confondre amb Istra (riu). |

Istra - Истра (rus) - és una ciutat de l'óblast de Moscou, a Rússia. Es troba a la vora del riu Istra, a 56 km a l'oest de Moscou.

## Història
Istra és coneguda ja des del segle xvi, el poble de Voskressénskoie fou rebatejat com Voskressensk i accedí a l'estatus de ciutat el 1781. El 1930 la vila s'anomenà Istra, directament del riu Istra. Durant la Segona Guerra Mundial Istra fou ocupada breument, però en quedà prou malmesa.